# Oberwellenborn
Oberwellenborn ist ein Ortsteil von Unterwellenborn im Landkreis Saalfeld-Rudolstadt in Thüringen.

## Geografie
Oberwellenborn liegt 500 Meter nördlich von Unterwellenborn im oberen Grund der trockenen Orla, eines breiten vom Weirabach durchflossenen Tales mit leicht steigendem Gelände. Der Ortsname ist von Born abgeleitet = über den Brunnen. Nördlich an die Gemarkung schließen die bewaldeten Anhöhen um den Kulmberg an. Östlich beginnt das Orlatalgebiet um Pößneck und westlich befindet sich die Saaleaue um Saalfeld und Rudolstadt. Südlich ist dann der Übergang in das Südostthüringer Schiefergebirge nach Unterwellenborn. Unweit des Ortes gehen die Verbindungen der Bahnstrecke Saalfeld-Gera-Leipzig und die Bundesstraße 281 zur Bundesautobahn 9 mit Anschluss bei Triptis und weiter.

## Geschichte
Die urkundliche Ersterwähnung erfolgte für Oberwellenborn 1349.
Das ehemalige Bauerndorf besitzt heute noch Dreiseitenhöfe mit dem Tor zur Straße. 1946 wurde eine Siedlung für Umsiedler aus den deutschen Ostgebieten und Arbeiter der Maxhütte gebaut.
Die im 12. Jahrhundert erbaute Kirche steht auf den Grundmauern einer Kapelle.
Mit Wanderwegen und einem Naturschutzgebiet bietet der Ort für Erholungsuchende neben der Lage gute Voraussetzungen.
Am 9. April 1994 wurde Oberwellenborn mit seinen Ortsteilen Langenschade und Dorfkulm in Unterwellenborn eingemeindet.